# St. Kolomann (Neukirchen vorm Wald)

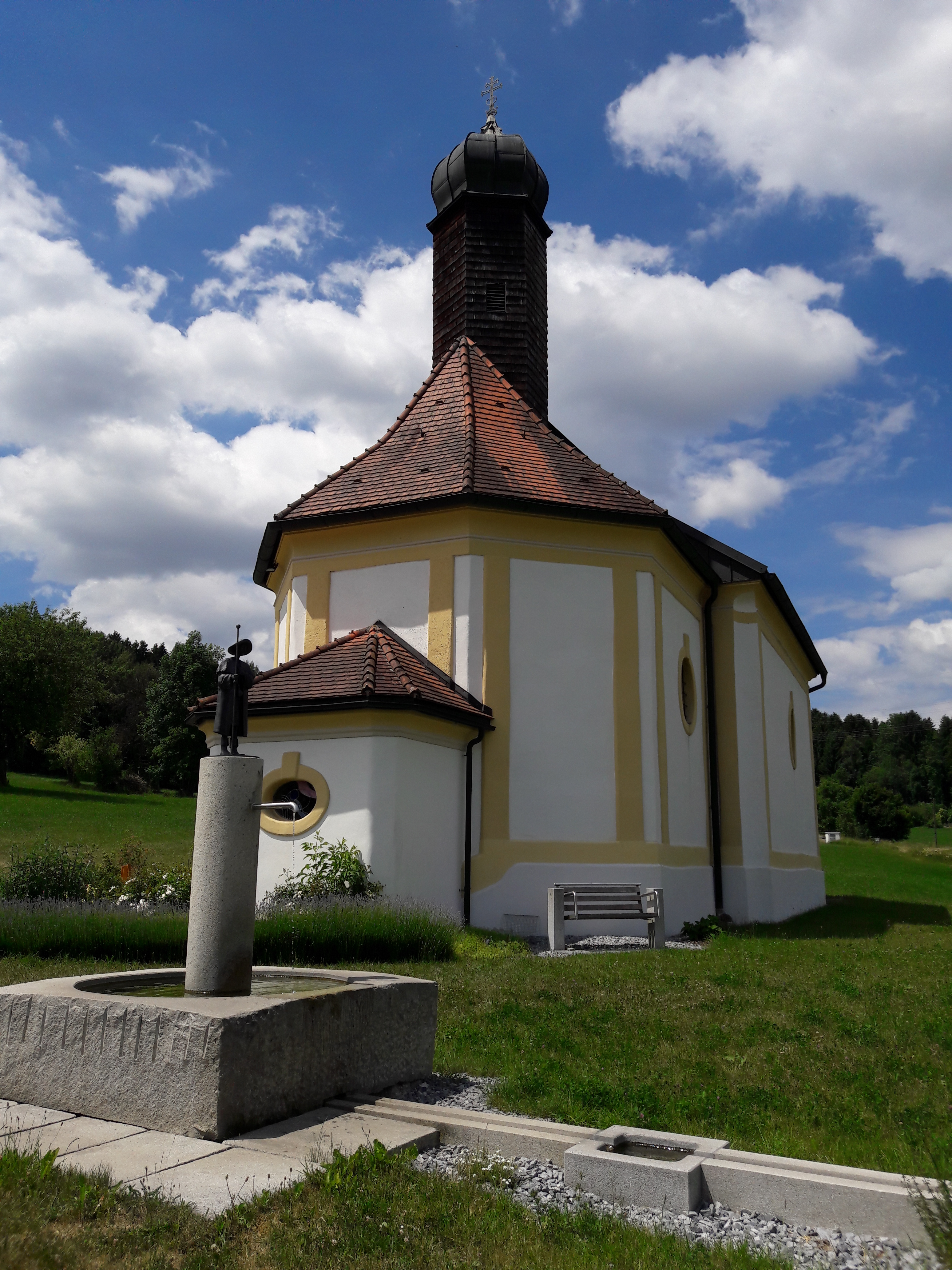
St. Kolomann mit Brunnen im Sommer

Die barocke, ehemals gotische Kirche Sankt Kolomann liegt in einem Wiesental zwischen den niederbayerischen Orten Neukirchen vorm Wald und Tittling. Träger ist die Filialkirchenstiftung St. Kolomann. Lange Zeit diente dieses Gotteshaus als Wallfahrtskirche. Mit dem Niedergang der Wallfahrtstradition geriet sie in Vergessenheit. Seit 2012 jedoch steigen die Besucherzahlen dieser künstlerisch wertvollen Kirche stetig, was sich an der Vielzahl von Veranstaltungen ablesen lässt. Neben Messen finden hier Taufen und Trauungen statt, aber auch Konzerte, Veranstaltungen kulturell-religiöser Art sowie Dichterlesungen.
St. Kolomann weist eine barocke Besonderheit auf: die mittig stehende, mannsgroße Altarfigur des Hl. Kolomann ist beweglich. Steigt der Priester von hinten her ein paar Stufen hoch und dreht den Heiligen zur Seite, kann er diesen Platz als Kanzel benutzen. Seit 2012 ist St. Kolomann in die Route des internationalen Pilgerwegs Via Nova eingebunden.

## Geschichte

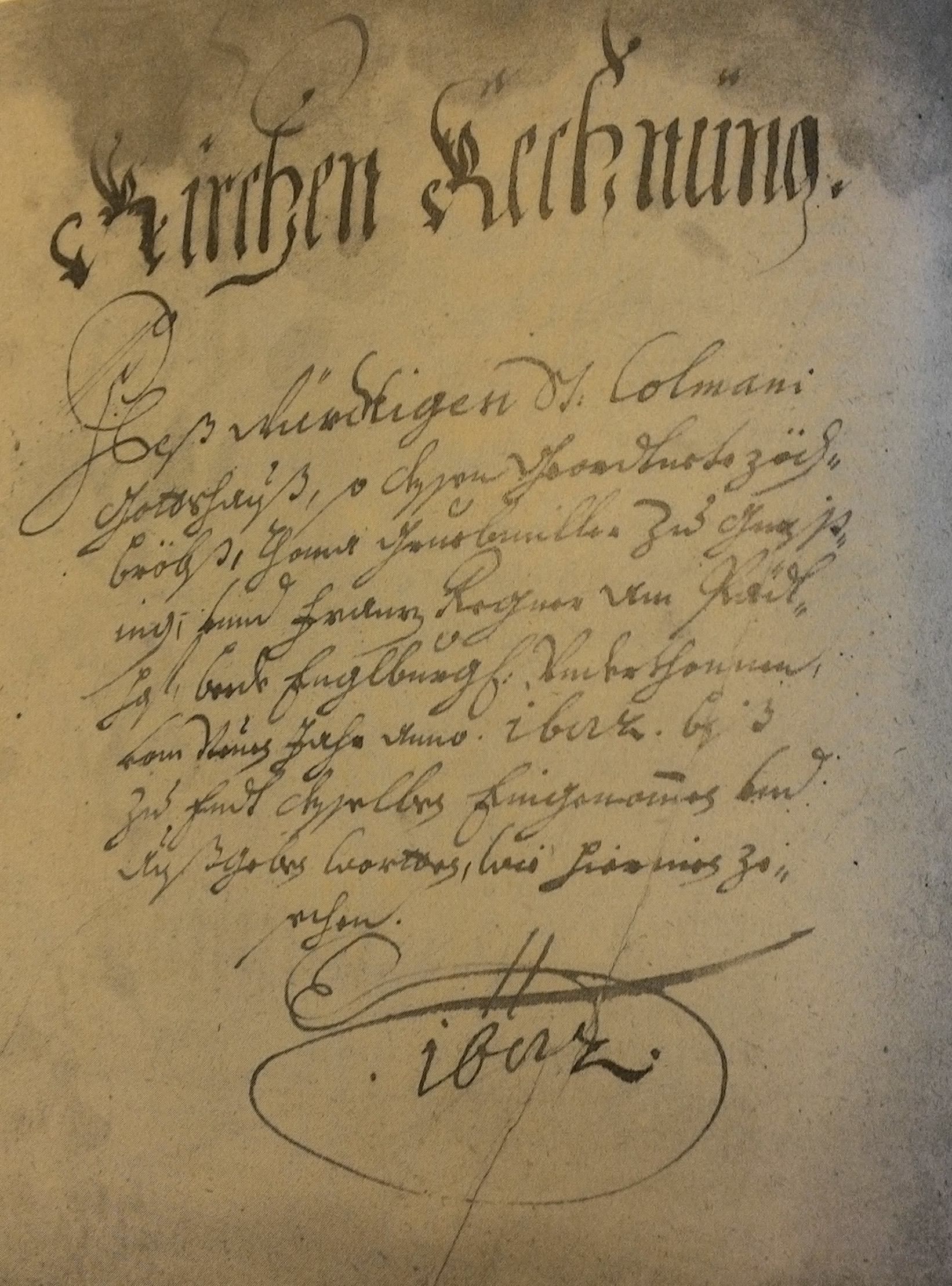
Kirchenrechnung von 1602

Über die Zeit der Entstehung dieser Kirche ist nichts bekannt. Eine Sage erzählt von einem Holzkirchlein, das früher hier gestanden haben soll. Das Alter der aus Ziegeln und Bruchsteinen errichteten „neuen“ Kirche ist nicht bekannt. Das erste schriftliche Zeugnis entstammt einem Visitationsbericht aus dem Jahre 1558. Vorhandene Kirchenrechnungen aus den Jahren um 1620 weisen aus, dass die Kirche den Adelsgeschlechtern auf Englburg zugehörig war. So könnten die Schwarzensteiner (1426–1576) die Stifter der Kirche in gotischer Zeit gewesen sein. Bei der Renovierung Ende des letzten Jahrhunderts wurden zugemauerte gotische Fensternischen im Presbyterium sichtbar. Bei den Fundamentarbeiten kamen einige Bruchstücke gotischer Kreuzrippen zum Vorschein. Wann die Kirche schließlich barock umgestaltet wurde, ist nicht bekannt.
Nachgewiesen ist, dass alljährlich drei Messen gelesen wurden, nämlich jeweils am Donnerstag nach St. Laurentius, St. Barbara und St. Kolomann.
Mündlich ist überliefert, dass Kirche und Quelle lange Zeit das Ziel von Wallfahrten waren.  Wie bei vielen „Bründlkapellen“ wurde das Quellwasser, das neben der Kirche dem nahen Bach zufloss, als heilbringend und gesundmachend angesehen. Man schätzte es aber auch als bekömmliches Trinkwasser. Deshalb schöpfte man es noch im 20. Jahrhundert in Flaschen und trug es zu sich nach Hause.
Seit der grundlegenden Renovierung von 1985–2012 wurde die Kirche neben Gottesdiensten und Andachten auch für künstlerische, musikalische und literarische Veranstaltungen geöffnet. So fanden im Jahr 2017 etwa 50 kirchliche und musisch geprägte Ereignisse statt.
Die Kirche liegt am Fernwanderweg „Via Nova“, der mit einem Zweig von Vilshofen nach Příbram in Tschechien führt.

## Beschreibung der Kirche

### Innenraum
Der Innenraum ist in der Art des Barock mit harmonisch verlaufenden Rundungen, konkaven und konvexen Formen gestaltet; so die Halbkuppel des Altarraums, die sich symmetrisch windende Form der Empore oder die ovalen Fenster mit farbig abgehobener Stuck-Einrahmung der Fensterlaibung.
Im Rahmen der Renovierungsarbeiten 1987 wurden die Glasscheiben von Schülern und Lehrern der Glasfachschule Vilshofen gestaltet. Sie beinhalten „Anfang und Ende“, „Glaube“, „Hoffnung“ und „Liebe“.
Der spätgotische, mobil aufgestellte Altarheilige Kolomann kann vom Priester zur Seite gedreht werden, um für sich selbst einen optimalen Platz als Prediger zu schaffen.
Wie auch St. Kolomann selbst, so sind auch die begleitenden Skulpturen Johannes und Paulus in der Form von Pilgern der römischen Zeit dargestellt.
Das einfach gerahmte, unrestaurierte Tafelbild im Altarraum von St. Kolomann dürfte aus dem späten 16. oder frühen 17. Jahrhundert stammen. Der Maler ist unbekannt. Es befindet sich vermutlich seit der Entstehungszeit in der Kirche.
Der in der Pfarrkirche Neukirchen vorm Wald hängende Kreuzweg stammt ursprünglich aus St. Kolomann. Weil er in der Pfarrkirche bleiben sollte, wurde im Jahre 2013 von der Künstlerin Helga Mader eine Kopie nach der alten Vorlage gefertigt.

### Außenanlage

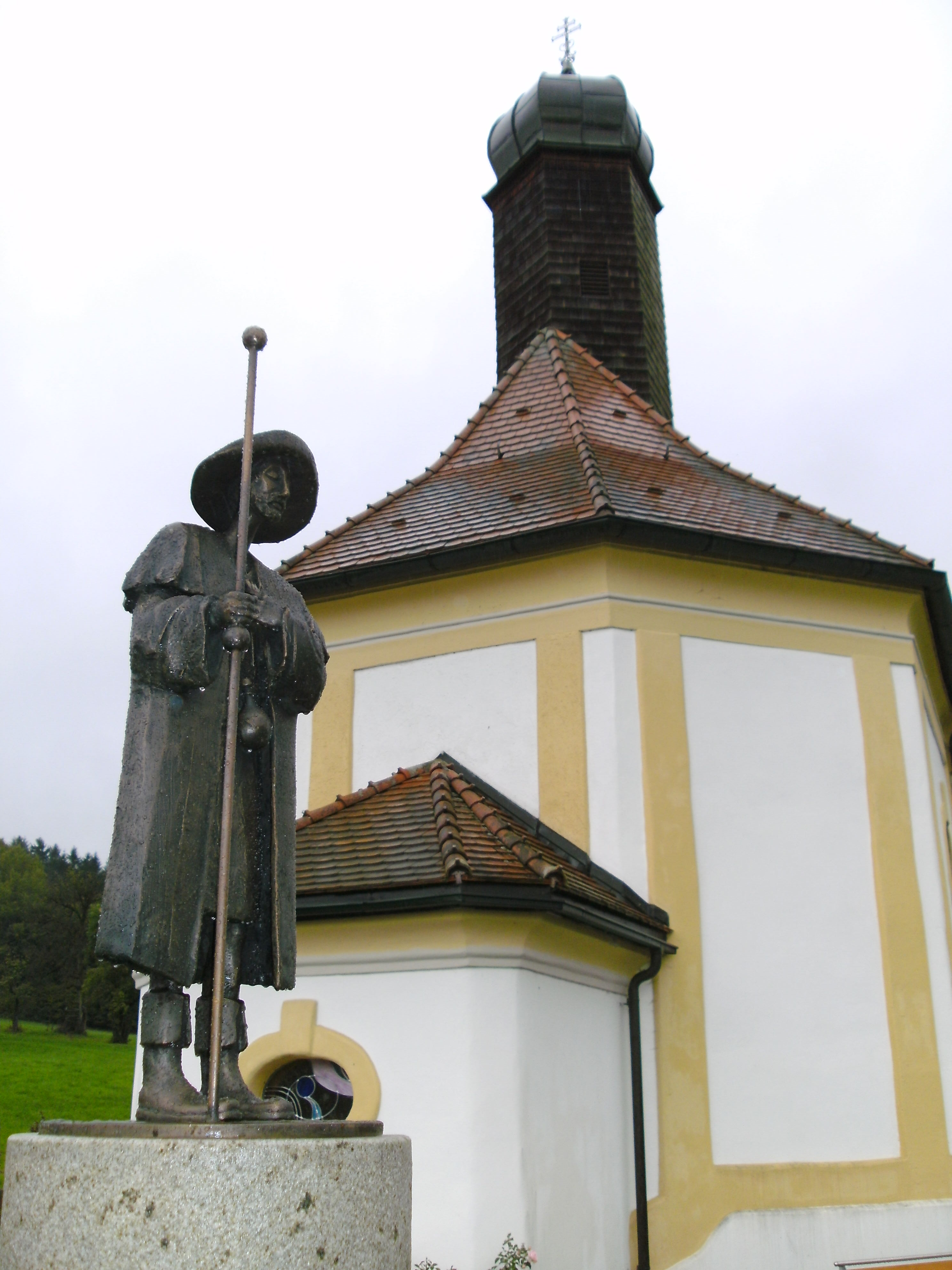
Außenanlage mit Skulptur St. Kolomann auf Pilgerfahrt

Der niemals zufrierenden, dem Wiesenbach zufließenden Quelle wurde früher Heilkraft zugeschrieben. Sie war wohl der Grund dafür, dass an dieser Stelle eine Kirche errichtet wurde. Noch bis weit ins 20. Jahrhundert wurde das Wasser in Kannen und Flaschen gefüllt, um es mit nach Hause zu nehmen.
Im Jahre 2012 wurde die Quelle neu gefasst. Der neben der Kirche neu errichtete Brunnen wird über einen „Widder“, einem automatischen Hebewerk, das nur mit dem Wasserdruck arbeitet, mit Wasser gespeist. Gekrönt wird die Brunnensäule mit einer Darstellung des St. Kolomann aus der Hand des Bildhauers Bertram Würfl.

## Literatur

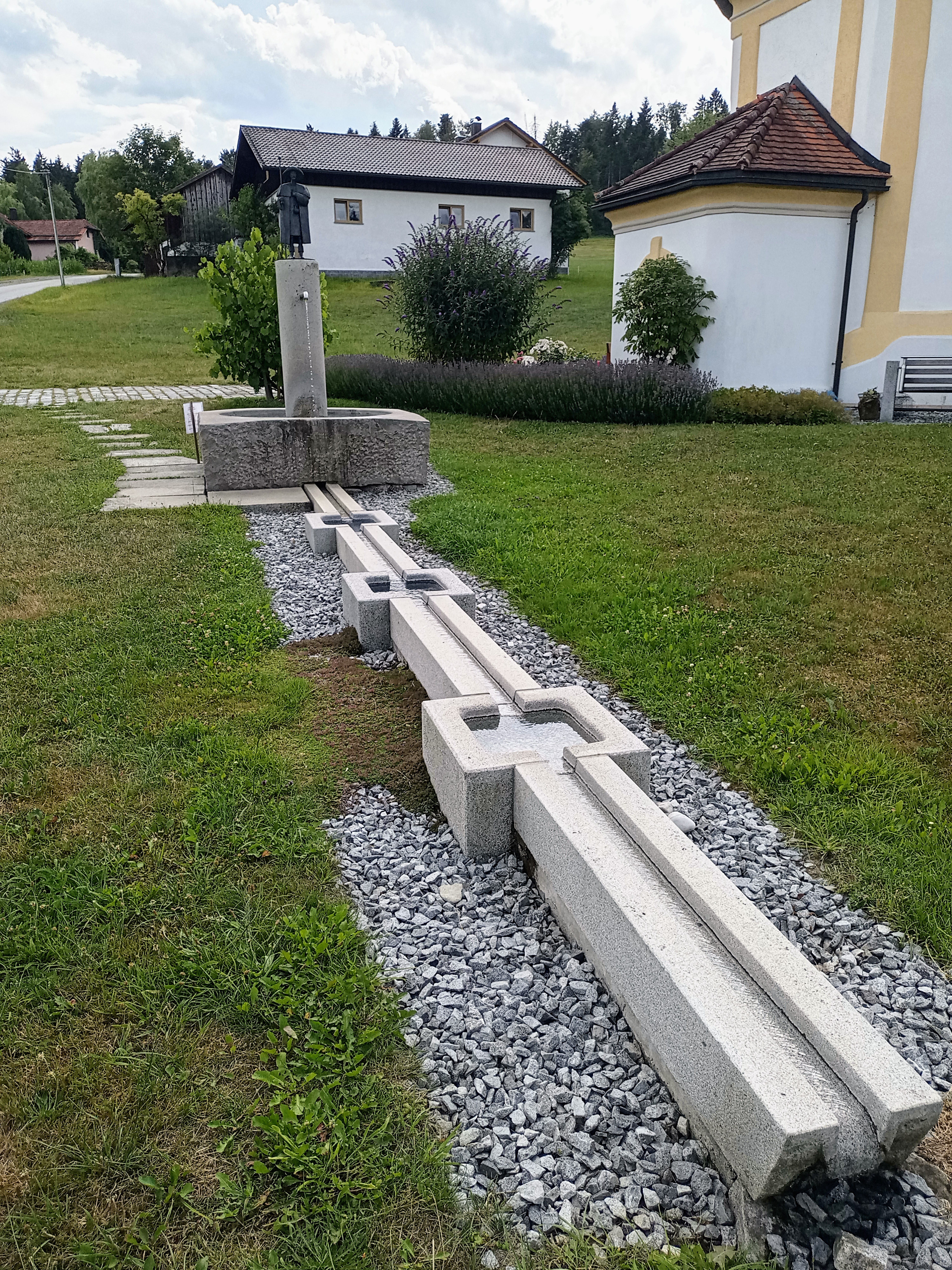
Brunnen vor der St. Kolomann Kirche